# Песа
Песа (на полски: Pesa) е полски концерн, специализиран в производството на влакове, автомобили, трамваи и тяхното модернизиране. Седалище и основно производство е в Бидгошч. След национализацията си през 2018, компанията е собственост на Полската дъжава.

## Мисия на компанията
Дейността на компанията PESA Бидгошч SA е производство, модернизация и ремонт на подвижен железопътен състав. Това е полска компания със 160-годишна традиция, която е модерна, иновативна и отворени към пазарните изисквания. Мисията на фирмата и на сътрудниците е въвеждане в експлоатация на висококачествени продукти, които отговарят на изискванията на клиентите и потребителите. Ние си сътрудничим с водещи изследователски центрове, но основната ни сила е, преди всичко, е собственият висококвалифициран и опитен екип.
Първият етап на започването на един проект е разработването му в отдела за изследвания и развитие, които работят около 200 дизайнери. Крайният етап е тестване на превозното средство. Компанията предлага разнообразие от превозни средства, като например трамваите, дизелови и електрически тягови единици и локомотиви от марката PESA Gama. След първите експортни пазари са Украйна, Литва и Беларус. През 2008 година ICE влаковете компания PESA започват да се експлоатират в Италия, а през 2012 г. – в Казахстан. Компанията спечели голям търг в Европа търгове за доставка на 186 трамвая Pesa Swing за Варшава Трамваите Swing. Трамваи от този модел се появиха в Унгария, Румъния, Русия (Калининград). В София се движат 20 мотриси от PESA 122NaSF Swing, закупени със средства от ЕС.
Компанията произвежда и дизелови мотриси, които са предназначени за превозвачи в Германия, Чехия и Русия.
Предприятието отговаря на производствените стандарти. То също разполага с престижните сертификати, Q1 и IRIS 02.

## История на компанията
Историята на PESA Bydgoszcz SA е свързана с първата жп линия, която достига Бидгошч през 1851 година. На гарата са били създадени работилници за ремонт на подвижния състав, които днес вече са PESA Bydgoszcz SA. Площта на работилниците е 1 хектара, в тях са работили 20 работници. След известно време работата много бързо се разраства и през 1855 година е изградена офис сграда, а една година по-късно цех за ремонт на локомотиви и склад. Промените, настъпили през 1989 г., причиниха пазарен стрес на компанията. Компанията много бързо предприе действия за възстановяване от настъпилата криза и през 1990 година започва ремонт на железопътен подвижен състав. На 24 юли 1991 г. фирмата работи като независима компания, а не като част от PKP (ПКП) – полските държавни железници. През 1994 г. е подписан първият международен договор за спални вагони за Литва.
През 1995 г. фирмата Бидгошч ZNTK патентова колодки за подвижения железопътен състав. Най-значимите промени са настъпили през 2001 г. компанията става частно лице, както началото на производството на железопътния автобус, наречен партньор. През същата година фирмата променя името си на "Pojazdy Szynowe PESA Бидгошч.

## Продукция
Фирмата Песа произвежда следната продукция:
- дизелови мотриси;
- електрически мотриси;
- локомотиви – локомотив Pesa Gama
- трамваи:
  - Pesa Tramicus;
  - Pesa Swing – 26 броя от този модел се движат по софийските улици;
  - Pesa Jazz;
  - Pesa Twist;
  - Pesa Foxtrot – за Москва – ширина на талигите 1520 мм, известен е и като 71 – 414
- модернизация на жп подвижен състав

## Участие на изложения
Компанията Песа е участвала в изложенията Trako, в град Гданск, и Inotrans в град Берлин.